# Ein neues Lied wir heben an

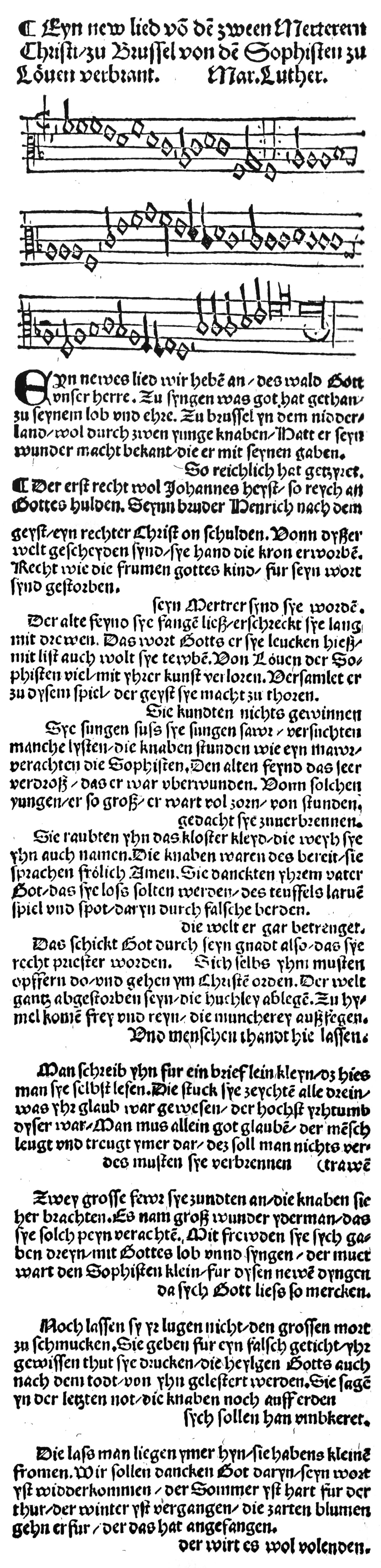
Eyn newes lied wir heben an im Erfurter Enchiridion 1524

Ein neues Lied wir heben an (Original Eyn newes lied wir heben an) ist wahrscheinlich das älteste erhaltene Lied von Martin Luther. Es wurde 1524 erstmals gedruckt und beschreibt den Tod der ersten protestantischen Märtyrer in Brüssel.

## Entstehung

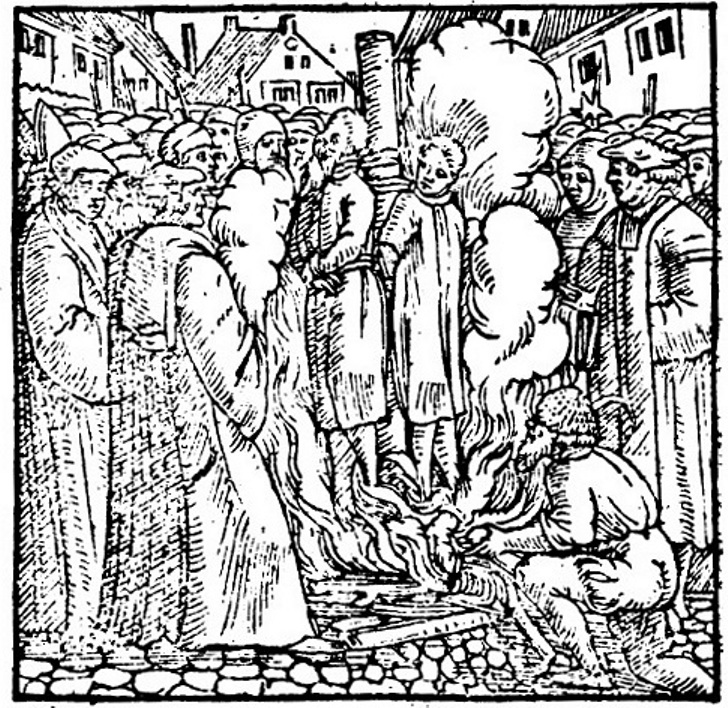
Martyrium von Hendrik Vos und Johannes van Esschen, Holzschnitt bei Ludwig Rabus, 1554

Das Lied entstand wahrscheinlich 1523 und war durch das Martyrium der beiden zur Reformation übergetretenen Augustinermönche Hendrik Vos und Johannes van Esschen angeregt worden, das Luther tief bewegte. Beide waren am 1. Juli 1523 in Brüssel auf dem Scheiterhaufen hingerichtet worden.
Das Lied erschien im Erfurter Enchiridion 1524 erstmals in gedruckter Fassung. Dort hat es zehn Strophen (1–8, 11 und 12). In den späteren Drucken sind die Strophen 9 und 10 hinzugefügt. Lucke vermutet, dass diese Strophen von Luther nicht als Einfügung gedacht waren, sondern die älteren beiden Schlussstrophen (jetzt 11 und 12) ersetzen sollten.

## Charakteristik
Das Lied ist nach Art eines Bänkelsangs gestaltet und war nicht für den gottesdienstlichen Gebrauch bestimmt.
Form und Sprache des Liedes deuten auf eine Entstehung im Sommer 1523 kurz nach den beschriebenen Ereignissen und vor allen anderen erhaltenen Liedern. In Es wollt uns Gott genädig sein (1524) und in einem seiner spätesten Lieder, Christ, unser Herr, zum Jordan kam (1541), nahm Luther dieselbe Strophenform wieder auf.
Luther beschreibt das Zeugnis und freudige Sterben (Strophe 8) der beiden Augustiner als einen Kampf und Sieg über den Teufel, den „alten Feind“, und sein „Larvenspiel“ (Strophen 3–5). Seine Sachwalter, die Vertreter des alten Glaubens, nennt er „Sophisten“ und meint damit eine spekulative, bibelferne Scholastik. Den Angeklagten wird zwar die Weihevollmacht aberkannt (Strophe 5), aber gerade durch ihr Selbstopfer für die Wahrheit Christi werden sie „rechte Priester“ (Strophe 6). Als Kern des „Irrtums“, für den die beiden verbrannt wurden, formuliert er, ohne ausdrücklichen Bezug auf seine Rechtfertigungslehre: „Man muss allein Gott glauben, der Mensch lügt und trügt immerdar, dem soll man nichts vertrauen“ (Strophe 7). Die jüngeren Schlussstrophen 9 und 10 wie auch die älteren 11 und 12 geben mit unterschiedlichen Akzenten der Überzeugung Ausdruck, dass gerade der Versuch, die beiden evangelisch lehrenden Mönche zum Schweigen zu bringen, dem Wort Gottes und der Sache der Reformation zum Sieg verhelfen werde.

## Text
| Originaltext Eynn hubsch Lyed von denn zcweyen Marterern Christi, zu Brussel von den Sophisten zcu Louen verbrandt. Martinus Luther. | Orthografisch modernisierte Fassung Ein hübsch Lied von den zwei Märtyrern Christi, zu Brüssel von den Sophisten zu Löwen verbrannt. Martin Luther. |
| 1. Eyn newes lyed wyr heben an, des wald got unser herre, Zu singen was Gott hat gethan zu seynem lob und ehre. Zu Brüssel in dem niederlandt woll durch zwen iunge knaben Hat er seyn wunder macht bekandt, die er mit seynen gaben So reychlich hatt gezyret. 2. Der erst recht wol Johannes heyst, so reich an Gotes hulden. Sein bruder Henrich nach dem geyst ein rechter Christ on schulden. Von dieser wellt geschyden sind, sie hand die kronn erworben, Recht wie die frummen gotteskind fur sein wordt sind gestorbenn, Sein martrer sind sie worden. 3. Der allte feynd sie fangen lyeß, erschrecktt sie lang mit drawen, Das wort Gots er sie leucken hyeß, mit lyst auch wolt sie tewben. Vonn Löuen der Sophisten viel mit yrer kunst verloren Versamlet er zu diesem spyell, der geyst sie macht zu thoren, Sie kundten nichts gewinnen. 4. Sie sungen sueß, sie sungen sawr, versuchten manche lystenn, die knaben stundten wie eynn mawr, verachten die Sophisten. Den allten feynd das seer verdroß, das er war vberwunden Von solchen iungen er so groß, er wart vol zorn von stunden, Gedacht sie zuuerbrennen. 5. Sie rawbten yhn das kloster kleyd, die weyh sie yn auch namen, Die knaben waren des bereyt, sie sprachen frölich Amen. Sye danckten yrem vatter Gott das sie loß sollten werden des teuffels laruenspiel und spott, daryn durch falsche berden Die wellt er gar betreuget. 6. Das schickt Got durch seyn gnadt also, das sie recht priester worden, Sich selbs ym musten opffern do und gehn im Christen orden. Der wellt gantz abgestorben sein, die heucheley ablegenn, Zcu hymel kommen frey unnd reyn, die Müncherey außfegen Und menschen thandt hye lassen. 7. Man schryb ynn fur ein bryeflein kleyn, das hyeß man sie selbst lesen. Die stück sie zeychten alle dreynn, was yhr glawb war gewesen. der höchste yrrthum dieser war, Mann muß alleyn Gott glawben, der mensch lewgt und trewgt ymmerdar, dem soll man nichts vertrawen. Des musten sie verbrennen. 8. Zwey große fewr sie zcundten an, die knaben sie her brachten, Es nam groß wunder yderman, das sie solch peyn verachten. Mit freuden sie sich gaben dreyn, mit Gottes lob und singen, der muet wardt denn Sophisten kleyn fur diesen newen dingenn, Do sich Gott lyeß so mercken. 9. Der schympff sie nu gerewen hat, sie wolltens gern schon machen, Sie thurn nicht rhumen sich der that, sie bergen fast die sachen. Die schand ym hertzen beysset sie und klagens yhrn genossen, Doch kan der geyst nicht schweygen hie, des Habels blut vergossen, Es mus den Kain melden. 10. Die aschen will nicht lassen ab, sie steubt ynn allen landen, Die hilfft keyn bach, loch, grub noch grab, sie macht den feynd zu schanden. Die er ym leben durch den mord zu schweygen hat gedrungen, Die mus er tod an allem ort mit aller stym und zungen Gar frolich lassen singen. 11. Noch laßen sie yr lügen nicht, denn grossen mordt zu schmucken. Sie geben fur eyn falsch getycht, yr gwissen thut sie drucken; die heylgen Gots auch nach dem todt von yn gelestert werden. Sie sagen, in der letzten nott die knaben noch auff erden sich sollen han umbkeret. 12. Dye laß man lyegen ymmer hyn, sie habens kleynen frommen. Wyr sollen dancken Gott daryn, seyn wort ist wyder kommen. der Sommer ist hardt fur der thür, der Wynter ist vergangen, die zarten blumen gehn herfur, der das hat angefangen, der wirdt es woll volenden. | 1. Ein neues Lied wir heben an, das walt Gott unser Herre, zu singen, was Gott hat getan zu seinem Lob und Ehre. Zu Brüssel in dem Niederland wohl durch zwei junge Knaben hat er sein Wunder g’macht bekannt, die er mit seinen Gaben so reichlich hat gezieret. 2. Der Erst recht wohl Johannes heißt, so reich an Gottes Hulden. Sein Bruder Heinrich nach dem Geist, ein rechter Christ ohn Schulden. Von dieser Welt geschieden sind, sie ha’n die Kron erworben, recht wie die frommen Gotteskind für sein Wort sind gestorben, sein Märt’rer sind sie worden. 3. Der alte Feind sie fangen ließ, erschreckt sie lang mit Dräuen, das Wort Gotts er sie leugnen hieß, mit List sie wollt betäuben. Von Löwen der Sophisten viel mit ihrer Kunst verloren versammelt er zu diesem Spiel, der Geist sie macht zu Toren, sie konnten nichts gewinnen. 4. Sie sangen süß, sie sangen sau’r, versuchten manche Listen; die Knaben standen wie ein Mau’r, veracht’ten die Sophisten. Den alten Feind das sehr verdross, dass er war überwunden von solchen Jungen, er so groß; er ward voll Zorn von Stunden, gedacht sie zu verbrennen. 5. Sie raubten ihn’n das Klosterkleid, die Weih sie ihn’n auch nahmen; die Knaben waren des bereit, sie sprachen fröhlich Amen. Sie dankten ihrem Vater Gott, dass sie los sollten werden des Teufels Larvenspiel und Spott, darin durch falsche G’bärden die Welt er gar betrüget. 6. Das schickt Gott durch sein Gnad also, dass sie recht Priester worden, sich selbst ihm mussten opfern da und gehn im Christenorden, der Welt ganz abgestorben sein, die Heuchelei ablegen, zum Himmel kommen frei und rein, die Möncherei ausfegen und Menschentand hier lassen. 7. Man schrieb ihn’n vor ein Brieflein klein, das hieß man sie selbst lesen. Die Stück sie zeigten alle drein, was ihr Glaub war gewesen. Der höchste Irrtum dieser war: Man muss allein Gott glauben, der Mensch lügt und trügt immerdar, dem soll man nichts vertrauen; des mussten sie verbrennen. 8. Zwei große Feur sie zünd’ten an, die Knaben sie her brachten, es nahm groß Wunder jedermann, dass sie solch Pein veracht’ten. Mit Freuden sie sich gaben drein, mit Gottes Lob und Singen, der Mut ward den Sophisten klein vor diesen neuen Dingen, da sich Gott ließ so merken. 9. Der Schimpf sie nun gereuet hat, sie wollten’s gern schön machen. Sie wag’n nicht rühmen sich der Tat, verbergen ganz die Sachen. Die Schand im Herzen beißet sie und klagen’s ihr’n Genossen, doch kann der Geist nicht schweigen hie: Des Abel Blut, vergossen, es muss den Kain melden. 10. Die Asche will nicht lassen ab, sie stäubt in allen Landen; da hilft kein Bach, Loch, Grub noch Grab; sie macht den Feind zuschanden. Die er im Leben durch den Mord zu schweigen hat gedrungen, die muss er tot an allem Ort mit aller Stimm und Zungen gar fröhlich lassen singen. 11. Noch lassen sie ihr Lügen nicht, den großen Mord zu schmücken. Sie geben vor ein falsch Gedicht, ihr G’wissen tut sie drücken. Die Heilgen Gotts auch nach dem Tod von ihn’n gelästert werden. Sie sagen, in der letzten Not die Knaben noch auf Erden sich sollen ha’n umkehret. 12. Die lass man lügen immerhin, sie haben’s kleinen Frommen. Wir sollen danken Gott darin, sein Wort ist wiederkommen. Der Sommer ist hart vor der Tür, der Winter ist vergangen, die zarten Blumen gehn herfür: Der das hat angefangen, der wird es wohl vollenden. |

## Melodie
Die Melodie, die die Nachricht vom Doppelmartyrium gleichsam auf dem Markt ausruft, gilt ebenso wie der Text als Werk Martin Luthers. Sie zeigt typische Eigenarten seiner späteren Weisen. Die Schlusszeile ist in zwei Fassungen überliefert. Dieⓘ des Erfurter Enchiridions endet auf der Tonika, dieⓘ in Johann Walters Geistlichem Gesangbüchlein auf der Dominante. Moser gibt der ersten Version den Vorzug, zu der auch Walter später überging, und hält die zweite für eine Variante, die zur nächsten Strophe des – eigentlich solistisch konzipierten – Erzähllieds überleitet.